# Referèndum belarús de 2004
El 17 d'octubre de 2004 es va celebrar a Belarús un referèndum per a permetre al president Aleksandr Lukaixenko presentar-se a noves eleccions, juntament amb les eleccions parlamentàries. Lukaixenko s'acostava al final dels seus dos mandats limitats per la Constitució, i el canvi li permetria presentar-se a un tercer mandat. El resultat va ser un 88,9% a favor, amb una participació del 90,3%.